# التویم
التویم (به عربی: التویم) یک منطقهٔ مسکونی در سوریه است که در استان حما واقع شده‌است.

## خصوصیات
التویم  ۱٬۴۲۸ نفر جمعیت دارد.